# 朝阳西站
朝阳西站（原名朝阳南站）是一个锦承线上的铁路车站，位于辽宁省朝阳市双塔区，建于1927年，目前为五等站，邮政编码为122003。目前客运：办理旅客乘降；不办理行李、包裹托运；不办理货运营业。